# Чемульга
Чемульга (ингуш. Чималх, ЧемалгӀе, чечен. ЧемалгӀе) — село в Сунженском районе Республики Ингушетия на границе с Чеченской Республикой. Образует муниципальное образование сельское поселение Чемульга, как единственный населённый пункт в его составе.

## География
Село расположено на левом берегу реки Чемульга, в 18 км к югу от районного центра — город Сунжа, в 6 км к западу от Ачхой-Мартана в 45 км к востоку от города Магас.
Ближайшие сёла: на северо-западе — станица Нестеровская, на севере — село Берд-Юрт, на северо-востоке — станица Ассиновская, на юго-востоке — село Бамут и на юге — село Аршты.

## История
26 сентября 1841 года в ходе Кавказской войны российскими войсками были взяты прилегающие к Чемульге аулы.
Дальнейшее заселение селения Чемульга было лишь 1920-х годах, когда вайнахи заселились здесь по окончании Гражданской войны. Это село состояло из двух частей, верхней и нижней.
По переписи населения 1926 года Чемульгинский сельсовет включал хуторы Ганиев и Ини, численность населения которых составляла 119 и 112 человек соответственно, из них ингушей — 118 и 105 человек соответственно.
Чемульга входила в Сунженский казачий округ, а в 1929 году в результате его расформирования вошла в состав Чеченской автономной области. В 1934 году село Чемульга Ассиновского станичного совета Чеченской АО в результате объединения Чеченской и Ингушской АО вошло в состав Чечено-Ингушской АО (позднее Чечено-Ингушской АССР).
В 1944 году после депортации чеченцев и ингушей и упразднения Чечено-Ингушской АССР, селение Чемульга было переименовано в Чинары. После восстановления Чечено-Ингушской АССР в 1958 году населённому пункту было возвращено его прежнее название — Чемульга.
В 1992 году Чечено-Ингушетия распалась на Чечню и Ингушетию, но граница между ними не была проведена. В 2009 году парламент Чечни принял закон о муниципальных образованиях, в котором не было Чемульги, а в 2012 году новый закон, в котором относил Чемульгу к муниципальным образованиям Чечни. В 2018 году была проведена граница между Чечнёй и Ингушетией, Чемульга была закреплена за Ингушетией.

## Название

### Варианты орфографии ойконима
| Русскоязычная орфография | Чечено-ингушская орфография | Источник | Источник |
| Чемалхой                 | —                           | «Карта земель Ингушевцев, Карабулаков и Чеченцев»                                                                                            | 1825     |
| Чемулхой                 | —                           | «Обозрение земли между реками Аксай, Сунжею, Ассаю, до крепости Шатили и части Кавказского хребта»                                           | 1830     |
| Чемулго                  | —                           | «Генерал-майор Николай Павлович Слепцов» | 1841     |
| Чимулге                  | —                           | «Карта Кавказскаго Края: Составлена и Литографирована въ ¹/840 000 настоящей величины при Генеральномъ Штабе Отдельнаго Кавказскаго Корпуса» | 1842     |
| Чемулгой                 | —                           | «Перечневая ведомость о числительном состоянии народонаселения в Карабулакском участке Ингушевского округа на 1864 г.»                       | 1865     |
| Чемульга                 | —                           | «Поселенные итоги переписи 1926 года по Северо-Кавказскому краю»                                                                             | 1929     |
| —                        | ЧемалгӀа ЧемалгӀие          | «Топонимия Чечено-Ингушетии. Ч. II.» | 1978     |
| Чемульга                 | ЧемалгӀе                    | «Русско-чеченский словарь» | 1978     |
| Чемульга                 | ЧемалгӀе                    | «Русско-ингушский словарь» | 1980     |
| Чемульга                 | Чималх                      | «Ингушско-русский словарь терминов» | 2016     |

Верхняя часть села после установления Советской власти называлась — Красной Чемульгой.

## Население
| 2002  | 2006  | 2007  | 2008  | 2009  | 2010  | 2011  |
| ----- | ----- | ----- | ----- | ----- | ----- | ----- |
| 823   | ↘810  | ↗818  | ↗827  | ↗839  | ↗1040 | ↗1041 |
| 2012  | 2013  | 2014  | 2015  | 2016  | 2017  | 2018  |
| ↗1060 | ↘1059 | ↗1081 | ↘1077 | ↗1086 | ↗1101 | ↗1107 |
| 2019  | 2020  | 2021  | 2023  | 2024  | 2025  |       |
| ↗1120 | ↗1125 | ↘691  | ↗711  | ↗712  | ↗724  |       |

Национальный состав
По данным Всероссийской переписи населения 2010 года:
| № | Национальность | Численность, чел. | Доля    |
| - | -------------- | ----------------- | ------- |
| 1 | ингуши         | 793               | 76,25 % |
| 2 | чеченцы        | 245               | 23,56 % |
| 3 | другие         | 2                 | 0,19 %  |

## Инфраструктура
В селе функционируют средняя школа и фельдшерско-акушерский пункт.